# Геркулес (Marvel Comics)
Геркулес (англ. Hercules) — персонаж американских комиксов издательства Marvel Comics. Будучи основанным на герое Геракле из древнегреческой мифологии (несмотря на то, что он носит имя римского воплощения персонажа), Геркулес дебютировал в Серебряном веке комиксов. С момента своего первого появления он был постоянным членом команды супергероев Мстителей. Он является одним из самых известных ЛГБТ-персонажей Marvel.
На протяжении многих лет с момента его первого появления в комиксах персонаж появлялся в других медиа-продуктах, в том числе мультсериалах и видеоиграх. В рамках медиафраншизы «Кинематографическая вселенная Marvel» (КВМ) роль Геркулеса (в русскоязычном дубляже — Геракла) исполнил Бретт Голдстин.

## История публикаций
Геркулес был создан сценаристом Стэном Ли и художником Джеком Кирби, будучи основанным на герое Геракле из древнегреческой мифологии. Персонаж дебютировал в The Avengers #10 (Ноябрь 1964) в качестве приспешника Иммортуса, однако, в ограниченной серии Avengers Forever (Декабрь 1998 года - ноябрь 1999 года) было выявлено, что тот Геркулес являлся самозванцем. Первое официальное появление персонажа во Вселенной Marvel состоялось в Journey into Mystery Annual #1 (Октябрь 1965), где он был представлен в качестве противника скандинавского бога грома Тора.
Геркулес стал регулярным гостевым персонажем в серии The Mighty Thor, начиная с выпуска #126 (Март 1966). Битва против Халка в Tales to Astonish #79 (Май 1966) от Стэна Ли, Джека Кирби и Билла Эверетта, в которой так и не было выявлено победителя, считается классикой жанра. Несмотря на то, что оба персонажа обладали титанической силой, вспыльчивым характером и простодушием, их судьбы кардинально отличались: Геркулес был всеми любимым героем и избалованной знаменитостью, в то время как Халк выступал объектом ненависти и находился в бегах. Персонаж объединился со Мстителями в выпуске #38 (Март 1967), однако ещё не стал официальным участником команды. Он некоторое время помогал Мстителям во время своего изгнания с Олимпа. В The Avengers #45 Геркулес стал «полноправным Мстителем» благодаря заявлению Голиафа в прессе во время первого ежегодного «Дня Мстителей». Также Геркулес фигурировал в Marvel Team-Up #28 (Декабрь 1974) и Marvel Premiere #26 (Ноябрь 1975), прежде чем объединиться с четырьмя другими героями в серии The Champions, состоявшей из 17 выпусков (Октябрь 1975 года - январь 1978 года). После этого Геркулес принял участие в событиях Marvel Two-In-One #44 (Октябрь 1978).
Геркулес появился в двух ограниченных сериях комиксов авторства сцераинста-художника Боба Лейтона, действие которых разворачивалось в альтернативной вселенной. Версия Геркулеса из 24-го века обзавелась серией Hercules, Prince of Power #1-4 (Сентябрь-декабрь 1982), ставшей достаточно популярной для выхода продолжения в лице Hercules, Prince of Power #1-4 (Март–Июнь 1984). По сюжету, Геркулес был изгнан с Олимпа, после чего он совершил новые подвиги и получил возможность оставить своё прошлое позади и создать новую личность.
Геркулес продолжил появляться как в серии Thor, так и в The Avengers, сыграв значительную роль в сюжетной линии «Мстители в осаде» в The Avengers #270–277 (Август 1986 - март 1987) с участием команды суперзлодеев Повелителей Зла. История перетекла в сюжетную линию «Нападение на Олимп» в The Avengers #281-285 (Июль 1987 - ноябрь 1987), в которой Геркулес покинул команду.
Персонаж обзавёлся собственной одноимённом серией под названием Hercules vol. 3, #1-5 (Июнь-сентябрь 2005), а также фигурировал в ограниченной серии Thor: Blood Oath #1-6 (Ноябрь 2005 - февраль 2006), в которой освещалось второе столкновение Геркулеса и Тора.
В завершении сюжетной линии World War Hulk Геракл получил сольную серию, когда Marvel изменила название 3-го тома серии Incredible Hulk на The Incredible Hercules, начиная с выпуска #113 (Февраль 2008), написанного Грегом Паком и Фредом Ван Ленте. Серия завершилась на The Incredible Hercules #141 (Апрель 2010), а затем состоялся выход мини-серии из двух выпусков Hercules: Fall of an Avenger (Март-апрель 2010). Мини-серия вылилась в Prince of Power #1 (Май 2010), также написанному Паком и Ван Ленте.
Сценаристы Грег Пак и Фред Ван Ленте начали новую серию про Геркулеса под названием Herc, в котором герой был лишён своих сил, но в то же время обладал мифическим оружием.

## Силы и способности
Геркулес обладает стандартными способностями олимпийского бога, включая сверхчеловеческую силу, устойчивость, скорость, рефлексы, выносливость и прочность.

## Альтернативные версии

### Ultimate Marvel
Во вселенной Ultimate Marvel Геркулес состоял в рядах Ревущих Командос Ника Фьюри.

## Вне комиксов

### Телевидение
- Лен Бирман озвучил Геркулеса в сегменте о Торе в мультсериале «Супергерои Marvel» 1966 года[16].
- Геркулес появляется в качестве камео в эпизоде «Ценность одного человека» мультсериала «Люди Икс» 1992 года.
- Геркулес появляется в качестве камео в эпизодах «Битва с живой планетой» и «Судный день» мультсериала «Фантастическая четвёрка» 1994 года.
- Джесс Харнелл озвучил Геркулеса в мультсериале «Супергеройский отряд» 2009 года[16].
- В мультсериале «Халк и агенты У.Д.А.Р.» 2013 года Геркулеса озвучил Таунсенд Коулман[16].
- Мэттью Мерсер озвучил Геркулеса в мультсериале «Мстители, общий сбор!» 2013 года[16].

### Кино
В фильме «Тор: Любовь и гром» 2022 года, действие которого происходит в рамках медиафраншизы «Кинематографическая вселенная Marvel» Геркулес (в русскоязычном дубляже Геракл), сыгранный Бреттом Голдстином, появляется в сцене после титров.

### Видеоигры
- Геркулес, озвученный Шоном Доннелланом, является одним из боссов игры Marvel: Ultimate Alliance 2 2009 года[16].
- В игре Marvel Super Hero Squad: The Infinity Gauntlet 2010 года Геркулеса озвучил Джесс Харнелл[16].
- Геркулес является игровым персонажем в Marvel Avengers Alliance 2012 года.
- Трэвис Уиллингхэм озвучил Геркулеса в игре Marvel Heroes 2013 года[16].

## Критика
В 2012 году IGN поместил Геркулеса на 21-е место среди «50 Мстителей».

## Коллекционные издания
| Название                                                 | Материал | Дата публикации | ISBN           |
| -------------------------------------------------------- | --- | --------------- | -------------- |
| Hercules: New Labors of Hercules                         | Hercules (vol.3) #1-5 | Ноябрь 2005     | 978-0785117520 |
| Wolverine/Hercules: Myths, Monsters & Mutants            | Wolverine/Hercules: Myths, Monsters & Mutants #1-4, материал из Marvel Treasury Edition #26                                                                                        | Август 2011     | 978-0785141105 |
| Incredible Hercules: Against The World                   | Incredible Hercules #113-115, Hulk Vs. Hercules: When Titans Collide | Октябрь 2008    | 978-0785125334 |
| Incredible Hercules: Smash Of The Titans                 | Incredible Hulk #106-112, Incredible Hercules #113-115, Hulk Vs. Hercules: When Titans Collide                                                                                     | Июль 2009       | 978-0785139683 |
| Incredible Hercules: Secret Invasion                     | Incredible Hercules #116-120 | Ноябрь 2008     | 978-0785133339 |
| Incredible Hercules: Love And War                        | Incredible Hercules #121-125 | Июнь 2009       | 978-0785132462 |
| Incredible Hercules: Sacred Invasion                     | Incredible Hercules #116-125 | Март 2010       | 978-0785142560 |
| Incredible Hercules: Dark Reign                          | Incredible Hercules #126-131 | Октябрь 2009    | 978-0785138303 |
| Incredible Hercules: The Mighty Thorcules                | Incredible Hercules #132-137 | Январь 2010     | 978-0785138310 |
| Incredible Hercules: The Complete Collection Vol. 1      | Incredible Hulk #106-112, Incredible Hercules #113-120, Hulk Vs. Hercules: When Titans Collide, материал из Giant-Size Hulk #1, Amazing Fantasy (vol. 2) #15, Incredible Hulk #100 | Август 2019     | 978-1302918668 |
| Incredible Hercules: The Complete Collection Vol. 2      | Incredible Hercules #121-137 | Март 2021       | 978-1302923488 |
| Incredible Hercules: Assault On New Olympus              | Incredible Hercules #138-142, Siege of Olympus Prologue | Май 2010        | 978-0785145455 |
| Incredible Hercules: The New Prince of Power             | Heroic Age: Prince of Power #1-4, Hercules: Fall of an Avenger #1-2 | Ноябрь 2010     | 978-0785143703 |
| Herc: The Complete Series by Greg Pak and Fred Van Lente | Herc #1-10, 6.1 | Июнь 2012       | 978-0785147237 |
| Hercules: Still Going Strong                             | Hercules (vol. 4) #1-6 | Июнь 2016       | 978-1302900335 |
| Civil War II: Gods of War                                | Civil War II: Gods of War #1-4, Journey Into Mystery Annual #1 | Ноябрь 2016     | 978-1302900342 |

### Геркулес из 24-го века
| Название                    | Материал                                                                                                  | Дата публикации | ISBN           |
| --------------------------- | --- | --------------- | -------------- |
| Hercules: Full Circle       | Marvel Tales #197, Marvel Graphic Novel #37, Marvel Comics Presents #39-41, материал из Marvel Age #4, 65 | Ноябрь 2009     | 978-0785139577 |
| Hercules: Prince of Power   | Hercules (vol.1) #1-4, Hercules (vol.2) #1-4                                                              | Сентябрь 2019   | 978-0785139553 |
| Hercules: Twilight of a God | Hercules: Twilight of a God #1-4                                                                          | Декабрь 2010    | 978-0785135463 |